# 539 (číslo)
Pět set třicet devět je přirozené číslo. Následuje po čísle pět set třicet osm a předchází číslu pět set čtyřicet. Římskými číslicemi se zapisuje DXXXIX a řeckými číslicemi φλθ.

## Matematika
539 je:
- Deficientní číslo
- Složené číslo
- Nešťastné číslo

## Astronomie
- (539) Pamina je planetka hlavního pásu, kterou objevil v roce 1904 Max Wolf

## Roky
- 539
- 539 př. n. l.